# Chen Hong (softball)
Pour les articles homonymes, voir Chen Hong.
Dans ce nom chinois, le nom de famille, Chen, précède le nom personnel.
Chen Hong (Chine, 28 février 1970) est une joueuse de softball chinoise. En 1996, elle remporta une médaille d'argent aux Jeux olympiques d'Atlanta avec l'équipe nationale chinoise.